# Aheyliet
Het mineraal aheyliet is een gehydrateerd ijzer-zink-aluminium fosfaat met de chemische formule (Fe2+,Zn)Al6(OH)8(PO4)4·4H2O.
Aheyliet behoort tot de zogenaamde ‘turkooisgroep’, een groep van mineralen met de chemische formule A0-1B6(PO4)4-x(PO3OH)x(OH)8·4H2O. Naast aheyliet bevat deze groep ook nog turkoois, planeriet, faustiet, chalcosideriet en een onbenoemde Fe2+-Fe3+-vorm. Aheyliet onderscheidt van de andere mineralen binnen de groep door de aanwezigheid van Fe2+ én Zn2+op de A-site.

## Eigenschappen
Het lichtgroene, lichtblauwe tot groenblauwe aheyliet heeft een groenwitte streepkleur en een glasglans. Aheyliet kan soms ook dof zijn. Aheyliet splijt perfect langs [001] en goed langs [010], heeft een gemiddelde dichtheid rond 2,85 en de hardheid is 5-6. Het kristalstelsel is triklien-pinacoïdaal en het mineraal is niet radioactief.

## Naamgeving
Het mineraal aheyliet is genoemd naar de Amerikaanse geoloog Allen V. Heyl (1918 - 2008). Heyl was als economisch geoloog verbonden aan de United States Geological Survey.
De naam werd ingevoerd door Eugene E. Foord en Joseph E. Taggert.

## Voorkomen
De typelocatie van aheyliet is de Huanunimijn in het Boliviaanse departement Oruro. Daarnaast is aheyliet ook gevonden in West-Australië, in Auvergne in Frankrijk en in Cornwall in het Verenigd Koninkrijk.
Aheyliet is een van de laatste mineralen dat uitkristalliseert in tinrijke hydrothermale aders.